# Karabinek Typ 56
Typ 56 – chiński karabinek automatyczny, stanowiący odmianę radzieckiego karabinka AK.
Uwaga: tę samą desygnatę (Typ 56) noszą również inne chińskie wersje radzieckiej broni strzeleckiej (karabinka SKS i karabinów maszynowych DPM i RPD).

## Historia
Chińscy komuniści od początku byli zaopatrywani przez ZSRR w broń i amunicję. Po utworzeniu w 1949 roku ChRL sowieccy specjaliści pomagali rozwijać chiński przemysł zbrojeniowy. O ile początkowo przekazywano licencje na starsze wzory uzbrojenia, to w połowie lat 50. XX wieku udzielono licencji na nowsze wzory, wśród których znalazł się karabinek automatyczny AK.
Oznaczona jako Typ 56 wersja AK produkowana w Chinach jest łatwa do odróżnienia od innych odmian tego karabinka dzięki zastosowaniu stałego bagnetu, składanego pod lufę (rozwiązanie identyczne jak w karabinku SKS), który można zdjąć, lecz potrzeba do tego dodatkowych narzędzi. Jednocześnie z produkcją karabinków rozpoczęto produkcję amunicji 7,62 x 39 mm także oznaczonej jako Typ 56.
Masowa produkcja karabinka Typ 56 rozpoczęła się pod koniec lat 50. Karabinek stał się głównym uzbrojeniem żołnierzy chińskich. W latach sześćdziesiątych planowano zastąpić go opracowanym w Chinach karabinkiem Typ 63, ale wady tej konstrukcji sprawiły, że z planów tych zrezygnowano.
Karabinek Typ 56, będący jedną z najtańszych wersji AK, znalazł się w uzbrojeniu wielu armii świata. W armii chińskiej był zastępowany od 1981 roku przez karabinek Typ 81, ale produkcja na eksport trwa.

## Wersje
- Typ 56 – wersja z kolbą stałą (odpowiednik karabinka AK).
- Typ 56-1 – wersja z kolbą składaną pod spód broni (odpowiednik karabinka AKS).
- Typ 56-2 – wersja z kolbą składaną na prawą stronę komory zamkowej.
- Typ 56C – produkowana od 1991 roku wersja skrócona (subkarabinek) z kolbą składaną na prawą stronę komory zamkowej. Subkarabinki są pozbawione bagnetu i posiadają wielofunkcyjne urządzenie wylotowe.

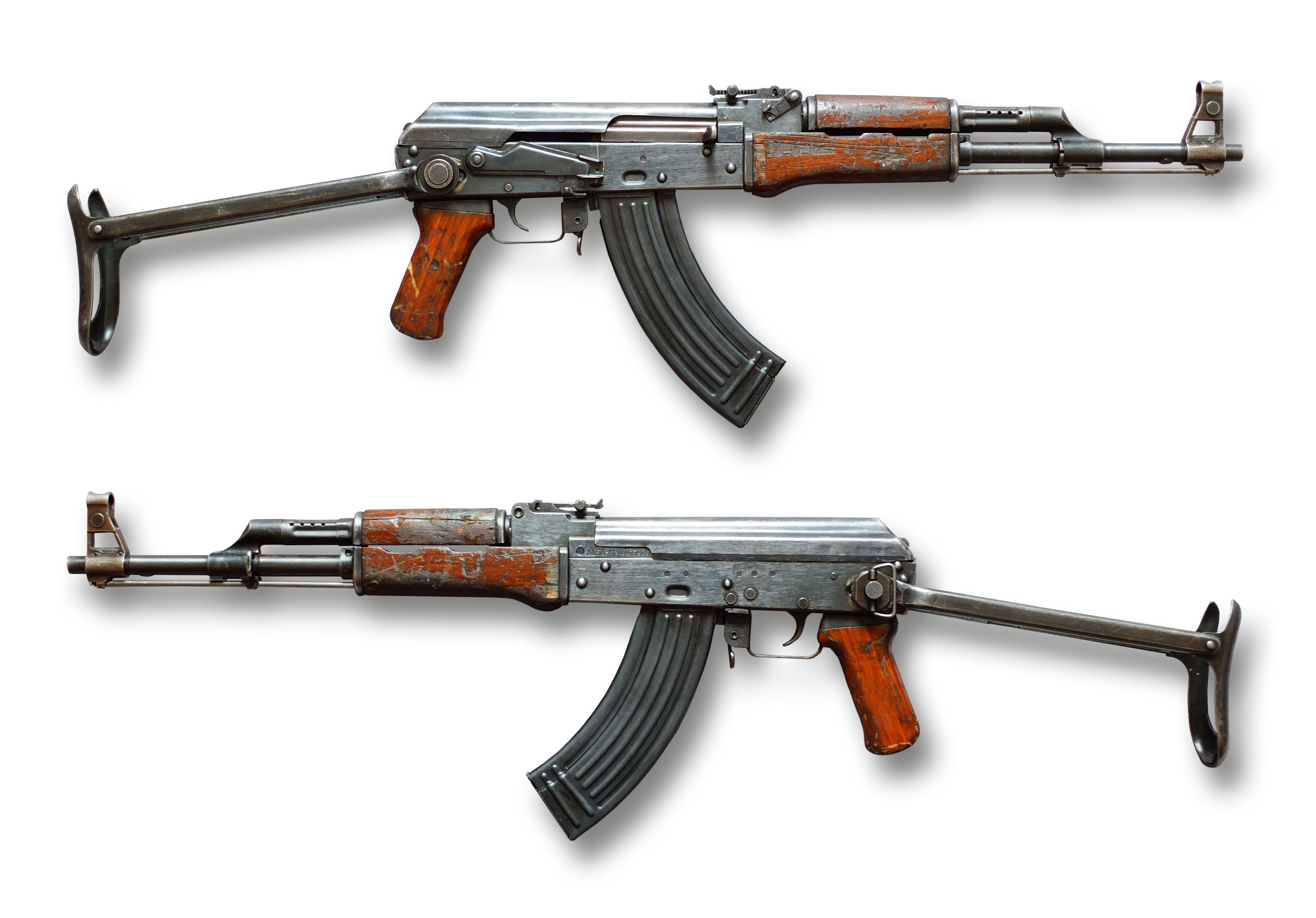
Typ 56-1
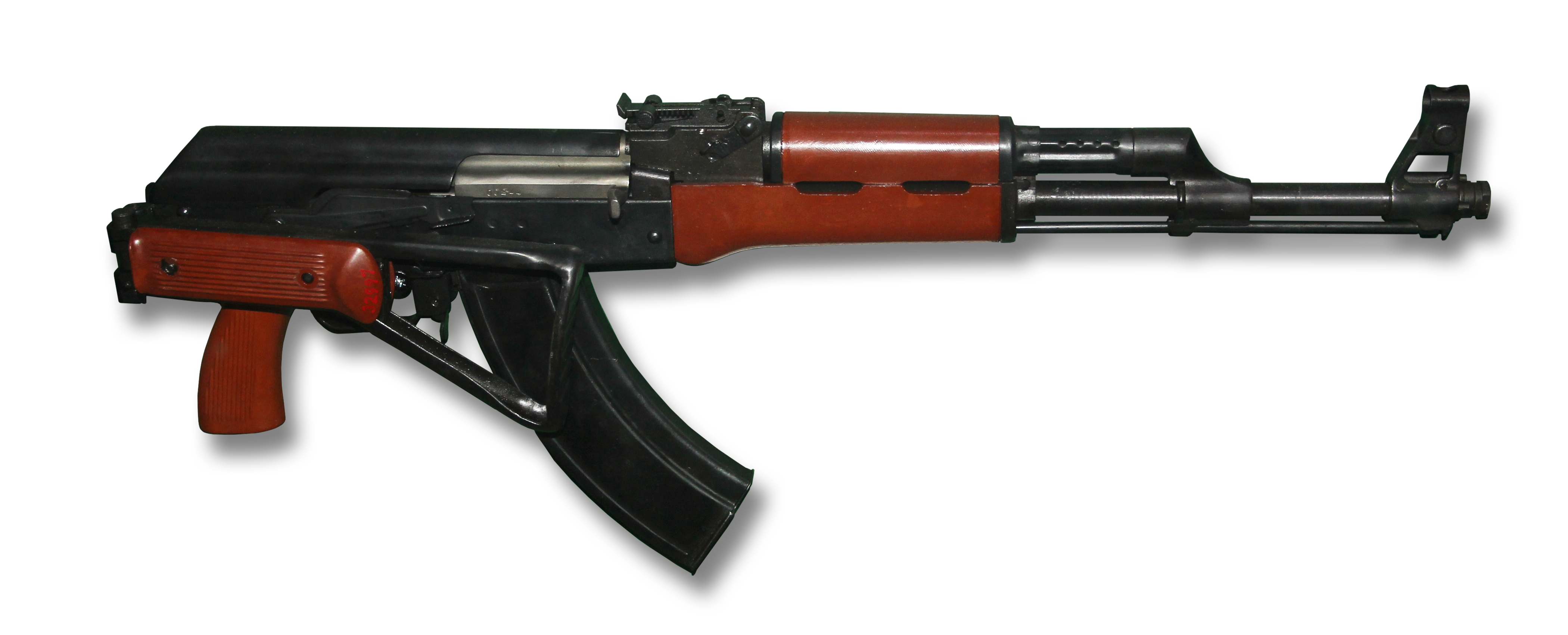
Typ 56-2

## Opis konstrukcji
Zasada działania identyczna jak karabinka AK. Oznaczenia na AK w wersji z alfabetem Chin lub alfabetem łacińskim. Znane wojskom USA oznaczenia

## Dane taktyczno-techniczne
| Wzór                                              | Typ 56                                | Typ 56-1                              | Typ 56-2                              | Typ 56C                               |
| Nabój                                             | 7,62 × 39 mm wz.43                    | 7,62 × 39 mm wz.43                    | 7,62 × 39 mm wz.43                    | 7,62 × 39 mm wz.43                    |
| Długość z kolbą i bagnetem rozłożonymi (mm)       | 1100                                  | 1100                                  | 1100                                  | –                                     |
| Długość z kolbą rozłożoną, bagnetem złożonym (mm) | 874                                   | 874                                   | 874                                   | ?(bez bagnetu)                        |
| Długość z kolbą i bagnetem złożonymi (mm)         | –                                     | 654                                   | 654                                   | ?(bez bagnetu)                        |
| Długość lufy (mm)                                 | 415                                   | 415                                   | 415                                   | ?                                     |
| Masa (kg)                                         | 4,03                                  | 3,70                                  | 3,90                                  | ?                                     |
| Prędkość początkowa (m/s)                         | 710                                   | 710                                   | 710                                   | ?                                     |
| Szybkostrzelność teoretyczna (strz/min)           | 600                                   | 600                                   | 600                                   | ?                                     |
| Szybkostrzelność praktyczna (strz/min)            | 40 (ogniem pojedynczym) 100 (seriami) | 40 (ogniem pojedynczym) 100 (seriami) | 40 (ogniem pojedynczym) 100 (seriami) | 40 (ogniem pojedynczym) 100 (seriami) |
| Zasięg skuteczny (m)                              | 400                                   | 400                                   | 400                                   | ?                                     |